# Greyhawk
World of Greyhawk, eller blot Greyhawk, er et fantasyunivers til rollespillet Dungeons & Dragons. Det er opfundet og udviklet af den amerikanske spildesigner Gary Gygax siden 1972 og er nært forbundet til den tidlige udvikling af Dungeons & Dragons. Det første spilmateriale om Greyhawk blev udgivet i 1975 og har siden fulgt rollespillet indtil 2008. Greyhawk er det første kommercielle spil-univers til rollespil.
Fantasi-universet har navn efter byen Greyhawk, som var det første sted der blev udviklet af Gary Gygax og brugt til hans egne personlige spilkampagner mens Dungeons & Dragons reglerne blev udviklet i 1970'erne. Med publiceringen af Advanced Dungeons & Dragons (AD&D) i 1979, blev Greyhawk efterfølgende udelukkende brugt som spilunivers for AD&D produkter, mens spilverdenen Mystara blev anvendt til D&D produkter.
Greyhawk er et lavteknologisk, middelalderligt eventyrunivers befolket af fabeldyr, herunder elvere, dværge, trolde, drager og kæmper. Magi er en del af livet og spilverdenen har sit eget store panteon med egne guder såsom Saint Cuthbert, Pholtus, Istus, Iuz og Tharizdun. De områder der først blev beskrevet, har et europæisk tilsnit, men senere er andre egne med andre kulturtræk kommet til.

## Kosmologi
Oerth er navnet på den jordlignende planet i Greyhawk universet, hvor eventyrene udspiller sig. Årstiderne på Oerth har større udsving end her på jorden, da planetens rotationsakse hælder hele 30° i forhold til baneplanet, mod Jordens ca. 23°. Oerths stjerne hedder Liga, men modsat vores solsystem, er det Liga der kredser om Oerth i noget der kaldes Crystal Sphere, ikke ulig Ptolemæus' krystalsfærer fra middelalderens kosmologi. Der er også flere planeter der kredser om Oerth. De to nærmeste planeter Celene og Luna fremstår som måner, mens andre planeter ligger bag Liga og kun opleves som vandrende stjerner på nattehimlen.

## Geografi
Oerth har mindst fire kontinenter: Oerik, Hepmonaland, Hyperboria og et unavngivent. Hertil et antal øriger. Oerik dækker en stor del af den nordlige halvkugle og den nordøstlige del af kontinentet går under navnet Flanaess. Sammen med det lille tropiske Hepmonaland i syd, er Flanaess stort set de eneste regioner der optræder i Greyhawk-udgivelserne.

### Flanaess
Flanaess omfatter den nordøstlige fjerdedel af det enorme kontinent Oerik. Her er i alt 60 navngivne lande og politiske enheder med mange forskellige kulturer. Nogle er imperier, kongeriger, hertugdømmer eller grevskaber, mens andre er organiseret i bystater, diktaturer, stammer eller teokratiske præstedømmer.
Nogle af de mest betydningsfulde lande og områder i Flanaess omfatter følgende:

#### Kingdom of Keoland
Keoland er det ældste kongerige i Flanaess og har tidligere, under en imperialistisk periode, været meget større end i dag. Det strakte sig fra Crystalmist bjergene i vest til Lortmil bjergene i øst og var godt i gang med at erobre Ket og Veluna i nord, da Veluna allierede sig med Furyondy og slog Keolands hære tilbage. Et indre oprør splittede herefter Keoland i mange stumper, men kongeriget blev reddet for godt hundrede år siden (453 CY), da den nykronede Tavish IV forkastede de imperialistiske idéer, indledte forhandlinger med de oprørske stater og sluttede fred. Siden da har Keoland været et tolerant og velstående kongerige, på god fod med sine naboer, men med et velsmurt militær.
Elvere, halflings og gnomer lever fredeligt blandt menneskene i Keoland og kongeriget er en betydelig eksportør af fødevarer og stof af høj kvalitet. Guld og værdifulde ædelsten såsom topas, ametyst og granater brydes i Good Hills. Monarken Hans Enestående Majestæt Kong Kimbertos Skotti regerer Keoland fra sit palads Santhmor i hovedstaden Niole Dra, en gammel by med op mod 25.000 indbyggere.

#### Nyr Dyv
Dette er den største sø der kendes til, godt 200 km bred og mere end 700 km lang. Den omtales også som Lake of Unknown Depths og rummer mange forskellige søuhyrer og havvæsner. Der drives en livlig handel og transport langs Nyr Dyv's kyster og søen beboes af Rhennee folket som lever hele deres liv på tømmerflåder. Søen modtager vand fra tre store floder i øst og vest og tømmes i havet mod syd af floderne Selintan og Nesser River.

#### Free City of Greyhawk
Greyhawk er navnet på en stor bystat tæt ved den enorme sø Nyr Dyv. Alt i alt bor her omkring 75.000 og byens overhoved er borgmesteren Nerof Gasgol, valgt af et repræsentativt oligarki. Selvom byen er temmelig gammel, blev det meste opført for godt 200 år siden af den tidligere hersker Zagig Yragerne, The Mad Archmage. Det var også ham der lod Castle Greyhawk opføre, et storslået fæstningsværk, men Zagig forsvandt siden sporløst. Det siges at der ligger en forbandelse over Castle Greyhawk og efter Zagig forsvandt har det fået lov at forfalde til ruiner. Greyhawk blev erklæret fri og uafhængig bystat for knapt hundrede år siden, i 495 CY for at være eksakt, men velstanden har været støt dalende indtil for nylig. For nogle år tilbage blev en række skatkamre opdaget i og omkring Castle Greyhawk og siden da er rigdomme strømmet til byen og dens forretninger og Greyhawk er blomstret op igen.
Byen Greyhawk ligger langs den brede, dybe flod Selintan og her er en livlig trafik mellem Nyr Dyv i nord og Woolly Bay i syd.

#### Wild Coast
De vestlige kyster af Sea of Gearnat, går under navnet Wild Coast og er tilholdssted for dissidenter, lovløse og stridbare folk, ofte uønskede i deres hjemlande. Wild Coast ligger ret isoleret, bag et stort vildt skovområde (Gnarly Forest, Welkwood og Suss Forest) og bjergkæden Lortmil Mountains i vest. Her er smuk natur, men ikke nogle nævneværdige ressourcer. Derfor har Wild Coast fået lov at ligge i fred for Flanaess' magtfulde imperier og herskere. Folkene i Wild Coast, som består af lige dele dvæge, gnomer, halflings, elevere, halvorker og mennesker, har organiseret sig i små uafhængige samfund, både fredelige og mere krigeriske. Selvom landet er kendt som et tilflugtssted, er Wild Coast farligt territorie at rejse i. Bugten Woolly Bay i øst plages af pirater og en del af indbyggerne lever som lejesoldater eller eventyrer, hele tiden på udkik efter konflikter, intriger og hurtigt tjente penge.

#### The Great Kingdom
Dette kongerige i øst, også kendt som Kingdom of Aerdy, var indtil for godt hundrede år siden et af de mægtigste riger nogensinde i Flanaess. Aeridianerne kæmpede for de gode og lovlydige kræfter i mere end tusinde år, men er nu fortabte i en ubeskrivelig dekadence med onde og irrationelle ledere og adelsfolk. Ivid den femte, kongedømmets nuværende monark, menes at være gal og styrer sit rige med horrible dekreter, trusler og korruption. The Sea Barons har tilladelse af Ivid V til at drive pirateri i de kystnære områder af Solnor Oceanet mod øst.
The Great Kingdom er et velstående land med et produktivt landbrug og fiskeri og rummer også væsentlige mængder af ædelmetaller (kobber, sølv og guld) og kostbare ædelsten (opaler, smaragder og rubiner). Rigdommene har dog længe været brugt til overdreven militær oprustning eller ødslet bort af adelsstanden frem for vedligeholdelse, reparationer og gode forhold for almenvellet. Hovedstaden hedder Rauxes, en stor og gammel metropol med omkring 41.000 indbyggere. Herfra regerer House of Naelax for tiden kongeriget, repræsenteret ved Ivid V, hvis fulde titel er Hans Himmelske Transcendens, Overkonge af Aerdy, Stor-prins Ivid V af Norden, ofte blot refereret som Overkongen.

#### Kingdom of Furyondy
Et stort og militært stærkt kongedømme nordvest for Nyr Dyv ledet af Kong Belvor IV. Engang var Furyondy del af The Great Kingdom, men da Malakit Tronen mistede sin magt for godt 400 år siden blev Furyondy mere selvstyrende og kronede sin egen konge nogle år senere. Furyondy kæmper for det gode og lovlydige og er kendt vidt og bredt for sit kavaleri og infanteri. Sammen med præstedømmet Veluna og Shield Lands udgør Furyondy en stærk bastion mod ondskaben fra rigerne Iuz, Horned Society og Bandit Kingdoms mod øst og nord. Furyondy's skibe og flådetropper dominerer den store Whyestil Lake i nord og kongeriget har også en mindre krigsflåde på Nyr Dyv.
I den nordvestlige del af riget ligger Vesve, den største skov i hele Flanaess. Vesve strækker sig over mere end 800 km nord-syd og er mere end 400 km bred. Skoven er forholdsvis fredelig at opholde sig i, men den nordligste fjerdedel hører under Land of Iuz og her har en del hadefulde og ondsindede væsner slået sig ned, især hobgoblins og gnolls. De trænger med stigende hyppighed ned i de sydlige regioner og skaber problemer.
Furyondy er med sin frugtbare jord og bølgende kornmarker et vigtigt spisekammer for hele regionen. Der produceres også stof og tøj af høj og eftertragtet kvalitet og i floderne fra Yatil bjergene længere mod vest, findes der betydelige mængder guld. Hans Fromme Majestæt Kong Belvor IV og hans hof regerer fra et imponerende slot af guld-stribet hvid marmor i hovedstaden Chendl.

#### Kingdom of Nyrond
Nyrond, som ligger øst for Nyr Dyv og floden Nesser, er med sine barske og disciplinerede militærfolk og adelsstand det væsentligste værn mod ondskab, udplyndring og ødelæggelse fra The Great Kingdom i øst. Nyrond var - ligesom de omkringliggende lande og stater - selv en del af The Great Kingdom's imperie, men for et par hundrede år siden splittedes det regerende House of Rax i to, hvorefter den ene part overtog ledelsen af Nyrond og opland. Alle de omkringliggende lande har siden opnået deres selvstændighed, men er fælles om kampen og forsvaret mod truslen fra Great Kingdom.
Nyrond er en vigtig eksportør af fødevarer fra landbrug og fiskeri i regionen, men også sølv, kobber og ædelsten (heriblandt månesten, onyx, og malakit) som brydes i Flinty Hills mod nordøst. Hans Imponerende Overhøjhed Kong Archibold III regerer Kingdom of Nyrond fra hovedstaden Rel Mord ved floden Duntide. Den svært befæstede Rel Mord er én af de største byer i Flanaess med mere end 46.000 indbyggere og er kendt for sit kongelige universitet og kunstneriske miljø.

#### Tilvanot Peninsula
Den hemmelighedsfulde orden Scarlet Brotherhood regerer på den store afsides halvø Tilvanot ved Densac Gulf langt syd for The Great Kingdom. Den tågeindhyllede halvø har subtropisk klima og kun få fra nord har været her og vendt hjem igen for at berette om landet, men det siges at broderskabet holder til i en stor befæstet tempelby midt på en enorm højslette. Broderskabet består af munke, assassinere og tyve som tilbeder Suel-folkets guder - med de religiøse munke som øverste myndighed -, og har tilsyneladende agenter og brødre placeret rundt omkring i Flanaess som rådgivere og håndlangere ved hofferne. Scarlet Brotherhood er meget gammelt og arbejder for at Suel-folket (Suloise) skal herske over hele Flanaess og alle andre racer, og når det gælder dette mål, har de ingen skrupler og skyr ingen ondskab. På den baggrund har de opbygget et strengt raceinddelt samfund på Tilvanot, baseret på arbejds-slaver af andre racer.
Tilvanot er rig på naturressourcer, og selvom halvøen er ret ukendt og isoleret, hænder det, at værdifulde varer herfra dukker op i handlen i de nordligere lande. Det gælder især sjældne subtropiske træsorter, krydderier, guld og ædelsten (herunder obsidian, jade og diamanter). Tilvaneserne er dygtige håndværkere og er blandt andet kendte for deres farvede guld.

### Hepmonaland
Hepmonaland er et tropisk kontinent sydøst for Tilvanot halvøen. Det er beboet af folkeslagene Olman, Touv og Suel, men de har gennem tiden organiseret sig i et utal af forskellige stammer med hver sine traditioner og kulturer og lever spredt over kontinentets jungler, bjerge og stepper. Det største stammefolk er Vay Nama, langt mod syd, på godt 26.000, men mange andre er af lignende størrelse. Ingen af Hepmonalands nationer og stammer dyrker sejlads i større målestok og kontakten til og fra resten af Flaenaess har altid været yderst begrænset. Scarlet Brotherhood har dog brugt slaver fra Hepmonaland til sine hære og via broderskabet når eksotiske og værdifulde varer da også jævnligt frem til Flanaess' andre kulturer. Det gælder især elfenben, eksotiske frugter og dyr, krydderier, tropisk træ og ædelsten.

## Vigtige figurer
Greyhawk rummer en del bemærkelsesværdige figurer som har haft en stor indflydelse på hvordan universet har udviklet sig og hvoraf en del også optræder indirekte i selve D&D-reglerne.
Fra Circle of Eight:
- Mordenkainen
En magtfuld troldmand, leder af sammenslutningen Circle of Eight. Han bor i fæstningen Obsidian Citadel i Yatil Mountains og er meget indflydelsesrig, men agerer i det skjulte. Han arbejder for at opretholde balancen i Greyhawk og bekæmper både godt og ondt.
- Bigby
En ærkemagiker (archmage) fra Circle of Eight som har stået i lære hos Mordenkainen. Har lagt navn til og kreeret en lang række trylleformularer (spells) fra D&D-reglerne, ikke mindst "Bigby's Clenched Fist". Hans personlige symbol er en åben hånd bag en humlebi.
- Drawmij[7]
En ærkemagiker der var med til at starte Circle of Eight. Det fortælles at han bor i en fæstning under havet Azure Sea. I D&D-reglerne har han lagt navn til "Drawmij's Instant Summons", en kraftfuld 7.-level wizard spell.
- Otiluke
Ærkemagiker fra Circle of Eight. Er blandt andet kendt i D&D-reglerne for sin spell "Otiluke's Freezing Sphere", men har skabt mange andre spells også. Han er præsident for byen Greyhawks Society of Magi.
- Nystul
En ærkemagiker fra hertugdømmet Duchy of Tenh. Han er medlem af Circle of Eight og står bag en masse spells, heriblandt den kendte "Nystul's Magic Aura" fra D&D-reglerne. Han har også forfattet bogværkerne "Libram of the Great Paravisual Emanations" og "Metaphysics of Mathematics".
- Melf (Prince Brightflame)
En gråelver, ærkemagiker og kriger der er medlem af Circle of Eight. Han er fra elverriget Celene, hvor hans kusine Yolande er dronning og Melf selv leder Knights of Luna. Har lagt navn til flere spells i D&D-reglerne, heriblandt "Melf's Acid Arrow" og "Melf's Minute Meteors" og har skrevet bogværket "Weapons of the Ether" med Mordenkainen. Melf er muligvis også med i Ring of Five. Melf er meget vidende og erfaren (han er mere end 200 år gammel) og har specialiseret sig i Iuz og den skjulte ondskab i Greyhawk som han bekæmper.
- Tenser
Endnu en magiker fra Circle of Eight. Han kendes nok især fra trylleformularene "Tenser's Floating Disc" og "Tenser's Transformation", men har kreeret mange andre spells og også magiske genstande (magic items), heriblandt "Tenser's Eyes of the Tiger" og "Tenser's Dagger of Frost and Flame".[8] Han har Lawful Good alignment og forsøger af alle kræfter at bekæmpe ondskaben i Greyhawk. Tenser er normalt venlig, omgængelig og udadvendt, og bor i fæstningen Fortress of Unknown Depths ved søen Nyr Dyv, nogle få dagsridt fra byen Greyhawk.
- Jallarzi Sallavarian
En magtfuld troldkvinde og eneste kvinde i Circle of Eight. Hun er fra en adelig familie i hertugdømmet Duchy of Urnst, men bor nu i byen Greyhawk hvor hun lever et komfortabelt liv omgivet af tjenere og sin trofaste følgesvend (familiar), en lille pseudodragon ved navn Edwina.[9][10] Jallarzi har blandt andet studeret under Tenser.[11][8]

Andre:
- Leomund (Leomund the Red)
En troldmand fra Øst der tidligere var medlem af Circle of Eight. Han trak sig ud og blev afløst af Otiluke og det siges at Leomund nu er med i Ring of Five. Han er kendt for en del spells i D&D-reglerne, heriblandt "Leomund's Tiny Hut", "Leomund's Secret Chest" og "Leomund's Lamentable Belaborment". Han har også skabt magic items og forfattet flere bøger, heriblandt "Transcendental Impenetrabilities".
- Rary of Ket (Rary the Traitor)
En magtfuld ærkemagiker der forrådte Circle of Eight og som nu regerer ørkenlandet Empire of the Bright Lands. I D&D-reglerne er han blandt andet kendt for trolddomsformularerne "Rary's mnemonic enhancer" og "Rary's telepathic bond".
- Robilar
Kriger som kommanderer Rarys militær. Hans magiske sværd Blade of Black Ice har han fået foræret af Mordenkainen i sin tid. Han har været på eventyr med flere fra Circle of Eight, men har nu allieret sig med Rary.
- Iuz (Lord of Evil, The Old)
Selvom nogle tilbeder Iuz som en magtfuld guddom, er han trods alt kun en halv-gud, måske har han endda engang været et almindeligt dødeligt menneske. Uanset Iuz baggrund, har han længe været fanget i et hemmeligt kammer dybt under Castle Greyhawk, men blev sluppet løs i 570 CY. Han er nu tilbage i Land of Iuz, hvor han leder de onde destruktive kræfter mod sine gamle fjender i syd, herunder Tenser og Robilar som har forsøgt at dræbe ham. Iuz fremstår normalt som en meget gammel mand, men kan antage dæmonisk form.[12]

## Udgivelseshistorie
Greyhawk er navnet på en fiktiv by som Gygax opfandt til private D&D-spil, men voksede hurtigt til et helt spilunivers som siden blev publiceret af Gygax' firma TSR til brug for Dungeons & Dragons.
I 1975 blev "Supplement I: Greyhawk" udgivet af TSR. Det er skrevet af Gygax i samarbejde med Robert J. Kuntz og er det første officielle spilmateriale om Greyhawk-verdenen, men indeholder primært D&D-regler og kun meget sparsom info relateret til Greyhawk. I 1980 udkom "World of Greyhawk Fantasy Game Setting" (Gygax) og det er den første helstøbte og brugbare udgivelse med egentlige, sammenhængende beskrivelser af Greyhawk. Senere er der kommet flere udgaver og flere supplementer til.
I 1976 blev spilmodulet "The Lost Caverns of Tsojconth" (Gary Gygax) udgivet af TSR og i årene efter fulgte et væld af Greyhawk-spilmoduler.
I slutningen af 1985 blev Gygax tvunget ud af firmaet TSR og han mistede rettighederne til Greyhawk. TSR, og fra 1997 Wizards of the Coast (WotC), fortsatte dog med adskillige Greyhawk-udgivelser uden Gygax' medvirken frem til 2008.